# ラリサ・ネーランド
ラリサ・サブチェンコ・ネーランド（Larisa Savchenko-Neiland、1966年7月21日 - ）は、ラトビアの元女子プロテニス選手。ウクライナ・リヴィウ生まれ。
ソビエト連邦の時代から活動し、ソビエト連邦の崩壊後はラトビア・ユールマラに住んだ。彼女はダブルスの名手として長く活躍し、WTAツアーでシングルス2勝、ダブルス65勝を挙げ、4大大会でも女子ダブルス2勝・混合ダブルス4勝を達成した。旧姓「ラリサ・サブチェンコ」（Larisa Savchenko）というが、1989年にアレックス・ネーランド（Alex Neiland）と結婚した。

## 来歴
ネーランドのテニス経歴は、ソ連時代の1983年から始まる。1988年、彼女はウィンブルドンで同じソ連のナタリア・ズベレワとペアを組んで初の女子ダブルス決勝に勝ち進み、シュテフィ・グラフ＆ガブリエラ・サバティーニ組と熱戦を繰り広げた。ソ連ペアは 3-6, 6-1, 10-12 で敗れ、グラフが単複2冠を獲得した。続く全米オープンで、サブチェンコは初めてシングルス準々決勝に進出したが、第5シードのサバティーニに 6-4, 4-6, 1-6 の逆転で敗れた。彼女のシングルス自己最高ランキング「13位」は、ソ連時代の1988年5月-6月にかけて記録したものである。
1989年、ネーランドはズベレワとのコンビで全仏オープンとウィンブルドンの女子ダブルス決勝に進出した。全仏女子ダブルス決勝で、ネーランドとズベレワはグラフ＆サバティーニ組に 6-4, 6-4 で快勝し、初めての4大大会タイトルをここで獲得する。ウィンブルドン女子ダブルス決勝では、2人はチェコスロバキアペアのヘレナ・スコバ＆ヤナ・ノボトナ組に 1-6, 2-6 で完敗し、2年連続準優勝で止まった。同年暮れの1989年12月21日、ラリサ・サブチェンコはアレックス・ネーランドと結婚した。
1991年、ネーランドとズベレワはついにウィンブルドン女子ダブルスで初優勝を果たす。2人はジジ・フェルナンデス＆ヤナ・ノボトナ組を 6-4, 3-6, 6-4 で破り、3度目の挑戦でウィンブルドン初優勝を決めた。これはソ連国籍のテニス選手が獲得した最初のウィンブルドン・タイトルである。この年の暮れにソビエト連邦の崩壊が起こり、ネーランドはラトビア国籍になり、ズベレワはベラルーシ国籍になる。それまでソ連のチームメートだった2人は、これを契機にダブルスペアの解消を余儀なくされた。1992年以後、ネーランドはヤナ・ノボトナと、ズベレワはジジ・フェルナンデスとペアを組むことが多くなる。ネーランドは1992年ウィンブルドンで混合ダブルス初優勝を果たし、チェコのシリル・スーク（ヘレナ・スコバの弟）とペアを組んだ。スークとネーランドは、オランダペアのヤッコ・エルティン＆ミリアム・オレマンス組を 7-6, 6-2 のストレートで破って優勝した。ネーランドはその後、混合ダブルスで3つのタイトルを加えたが、1994年全豪オープンはアンドレイ・オルホフスキー（ロシア）、1995年全仏オープンと1996年全豪オープンはマーク・ウッドフォード（オーストラリア）と組んだ。
シングルスでのネーランドは、1994年のウィンブルドンでベスト8の自己最高成績を出した。この大会では、ネーランドは3回戦で第6シードの伊達公子を 6-3, 6-2 で破り、4回戦でアマンダ・クッツァーを破った後、ロリ・マクニール（アメリカ）に 3-6, 4-6 で敗れた。ネーランドの4大大会シングルスは、1988年全米オープンと1994年ウィンブルドンで2度のベスト8が最高成績になる。
ラリサ・サブチェンコ・ネーランドは1999年、33歳にして最後の1999年全仏オープン混合ダブルス決勝に勝ち進み、リック・リーチ（アメリカ）とペアを組んだ。2人は決勝でピート・ノーバル（南アフリカ）＆カタリナ・スレボトニク（スロベニア）組に 3-6, 6-3, 3-6 で敗れて準優勝になる。同年暮れの女子ツアー年間最終戦「チェイス選手権」で、ネーランドはアランチャ・サンチェス・ビカリオとペアを組んで決勝に進出し、マルチナ・ヒンギス＆アンナ・クルニコワ組に 4-6, 4-6 で敗れた。それでも、33歳のネーランドは1999年度のダブルス・ランキングを「3位」で終えている。彼女の現役最後の試合は、2000年ウィンブルドンの女子ダブルス1回戦であった。若手のリナ・クラスノルツカヤ（ロシア）とペアを組んだネーランドは、1回戦で杉山愛＆ジュリー・アラール＝デキュジス組に 4-6, 3-6 で完敗し、杉山とアラール・デキュジスが「17年間」に及んだネーランドの現役最後の相手になった。
現役引退後の2003年、ラリサ・サブチェンコ・ネーランドは国際テニス連盟と国際テニス殿堂から「フェドカップ優秀選手賞」（Fed Cup Award of Excellence）を授与された。

## 4大大会ダブルス優勝
- 全豪オープン　混合ダブルス2勝（1994年・1996年）　［同部門準優勝1度：1997年］
- 全仏オープン　女子ダブルス：1勝（1989年）／混合ダブルス：1勝（1995年）　［女子ダブルス準優勝3度：1990年＆1991年・1993年／混合ダブルス準優勝2度：1994年・1999年］
- ウィンブルドン　女子ダブルス：1勝（1991年）／混合ダブルス：1勝（1992年）　［女子ダブルス準優勝5度：1988年＆1989年・1992年＆1993年・1996年／混合ダブルス準優勝2度：1996年＆1997年］

（全米オープン女子ダブルス準優勝2度：1991年＆1992年）